# Melanagromyza crassocephali
Melanagromyza crassocephali är en tvåvingeart som beskrevs av Spencer 1985. Melanagromyza crassocephali ingår i släktet Melanagromyza och familjen minerarflugor.
Artens utbredningsområde är Kenya. Inga underarter finns listade i Catalogue of Life.